# Trimethylglycine
Trimethylglycine, ook bekend als betaïne, lycine, oxyneurine of onder de afkorting TMG, is een organische verbinding met de brutoformule: C5H11NO2. De structuur van de verbinding wordt beter beschreven met: (CH3)3N+CH2COO−. De oorspronkelijke naam van de verbinding was betaïne, naar de plant waaruit hij voor het eerst in de 19e eeuw geïsoleerd is: Beta vulgaris, of de suikerbiet). Bij neutrale pH bestaat de stof als het betaïne. De stof wordt ook vaak aangeduid met glycinebetaïne, om onderscheid te maken in de grote groep betaïnes die in biologische systemen kunnen voorkomen. In betaïnehydrochloride is de carbonzure groep geprotoneerd en is chloride aanwezig als tegenion. Dit hydrochloride is vaak de eerste relatief zuivere vorm waarin de stof kristalliseert bij zijn isolatie uit suikerbieten. Glycinebetaïne is een bijproduct van de suikerindustrie.
Trimethylglycine is verwant aan choline (trimethylaminoethanol), de carbonzuurgroep van trimethylglycine is daarin gereduceerd tot het alcohol. Na demethyleren van TMG ontstaat dimethylglycine. Gealkyleerde derivaten van trimethylglycine vinden toepassing als oppervlakte-actieve stof.

## Functies
Van trimethylglycine zijn bij zoogdieren drie functies bekend.
- Trimethylglycine is een organische, osmotisch actieve verbinding die onder andere voorkomt in de medullaire cellen in de nier als osmotisch tegenwicht voor extra-cellulaire hypertoniciteit
- De tweede functie betreft het stabiliseren van de eiwitstructuur onder normaal denaturerende omstandigheden
- Het fungeert als methyldonor in de biosynthese van methionine uit homocysteïne door betaïne-homocysteïne-methyltransferase (BHMT)

## Gebruik als geneesmiddel
Trimethylglycine wordt ingezet ter bestrijding van hoge homocysteïnewaarden. Kilmer S. McCully, veronderstelde dat cholesterol en verstopte bloedvaten eerder symptomen waren dan de oorzaak van aandoeningen van het hart en wees homocysteïne aan als een waarschijnlijke boosdoener. Vanuit de daaropvolgende studies is een aantal behandelwijzen voortgekomen waarbij het verlagen van de homocysteïne-spiegel een wezenlijke bijdrage levert aan het geheel.
Betaïnehydrochloride (betaïne-HCl) is het chloridezout van trimethylglycine. Bij oraal gebruik wordt het vooral toegepast bij patiënten met een lage maagzuurproductie. Betaïne-HCl smaakt zuur, terwijl trimethylglycine zelf (betaïne-anhydraat) zoet smaakt, zij het met een metaalachtige nasmaak. Beide stoffen reageren als methyldonor.
Na afgifte van één methylgroep ontstaat uit trimethylglycine dimethylglycine, een natuurlijke remmer van betaïne-homocysteïne-methyltransferase. Hoewel dimethylglycine zelf ook als methyldonor zou kunnen optreden heeft het geen therapautische toepassingen bij hartziekten. Van dimethylglycine lijkt wel een positief effect uit te gaan bij kinderen met autisme. Trimethylglycine wordt, in combinatie met lysine, in grote hoeveelheden bij de intensieve veehouderij toegepast om de vleesproductie te versnellen. Bij het fokken van zalm wordt de stof toegepast om de overgang van zoet naar zout water soepeler te laten verlopen.
In laboratoriumstudies is trimethylglycine veelbelovend in de behandeling van non-alcoholische steatohepatitis.
Bij varkens leiden voedingssupplementen met trimethylglycine tot een vermindering van het vetweefsel. Dit is bij mensen niet bevestigd, noch in lichaamsgewicht, lichaamssamenstelling of basaal metabolisme.

## Biochemische achtergronden
De functies van trimethylglycine hangen nauw samen met die van choline, foliumzuur, vitamine B12 en S-adenosyl methionine SAMe. Al deze stoffen kunnen optreden als methyldonor. Zij beschikken allemaal over makkelijk overdraagbare methylgroepen waarmee op celniveau noodzakelijk chemische omzettingen uitgevoerd kunnen worden. De overdracht van methylgroepen is nodig voor een goede leverfunctie, celdeling en ontgiftingsreacties. Trimethylglycine speelt ook een rol bij de vorming van carnitine en beschermt de nieren tegen beschadigingen.
Trimethylglycine doneert een methylgroep aan homocysteïne, waarbij methionine gevormd wordt in een door BHMT (betaïne-homocysteïne-methyltransferase, E.C. 2.1.1.5, een zinkmetallo-enzym) gekatalyseerde reactie. Methionine wordt vervolgens omgezet in SAMe door methionine-adenosyltransferase (MAT) waarbij magnesium en ATP een rol spelen als co-factoren.

## Toepassingen in de moleculaire biologie
Trimethylglycine kan gebruikt worden als een initiator in het PCR-proces, evenals in allerlei daarop gebaseerde toerpassingen als DNA-sequencing. Op een nog niet opgehelderde manier draagt het bij in het voorkomen van secondaire structuren in het DNA en voorkomt zo problemen bij het dupliceren van GC-rijke gebieden.